# Верзилины
Верзилины — дворянский род.

## Происхождение рода
Потомство Петра Семёновича Верзилина, происходившего из штаб-офицерских детей Московской губернии. Вступив в службу в 1807 году, 24 августа 1808 года произведён в корнеты, был в походах и сражениях и, состоя в чине генерал-майора, 7 февраля 1836 года получил диплом на потомственное дворянское достоинство.

## Описание герба
Герб внесён в Общий гербовник дворянских родов Всероссийской империи, часть 11, стр. 82:
Щит пересечен. В первой, лазуревой части, на крест положенные золотая лавровая ветвь и серебряный, с золотою рукоятью, выгнутый меч. Во второй серебряной части, сидящий на чёрном покрытом червленым седлом, коне, с червлёными глазами и языком, воин в лазуревой одежде, с чёрной приволокой и держащий в руке серебряный выгнутый меч. Щит увенчан дворянскими шлемом и короною. Нашлемник: три серебряных страусовых пера. Намёт: справа - лазуревый, с золотом, слева - лазуревый, с серебром.

## Представители рода
- Пётр Семёнович Верзилин (1791—1849) — генерал-майор, наказной атаман Кавказского линейного казачьего войска. Был женат на Марии Ивановне Верзилиной (1798—1848), урождённой Вишневецкой, в первом браке Клингенберг.
  - Эмилия Александровна Клингенберг (1815—1891) — падчерица, жена Акима Павловича Шан-Гирея
  - Аграфена Петровна Верзилина (1822—1900) — с 1842 года жена ногайского пристава В. Н. Дикова
  - Надежда Петровна Верзилина (1826—1863) — с 1851 году жена Алексея Павловича Шан-Гирея (1821 - ?)

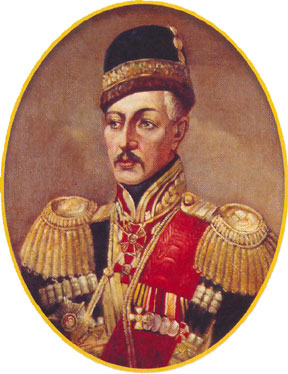
Портрет Петра Семёновича Верзилина работы неизвестного художника, 19 в.
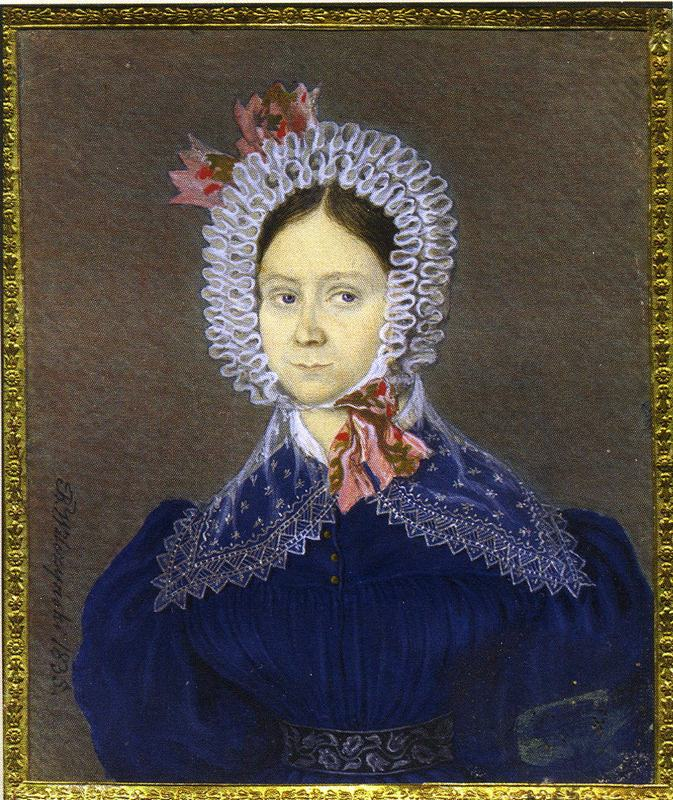
Портрет Марии Ивановны Верзилиной работы Романа Вильчинского, 1835 г.
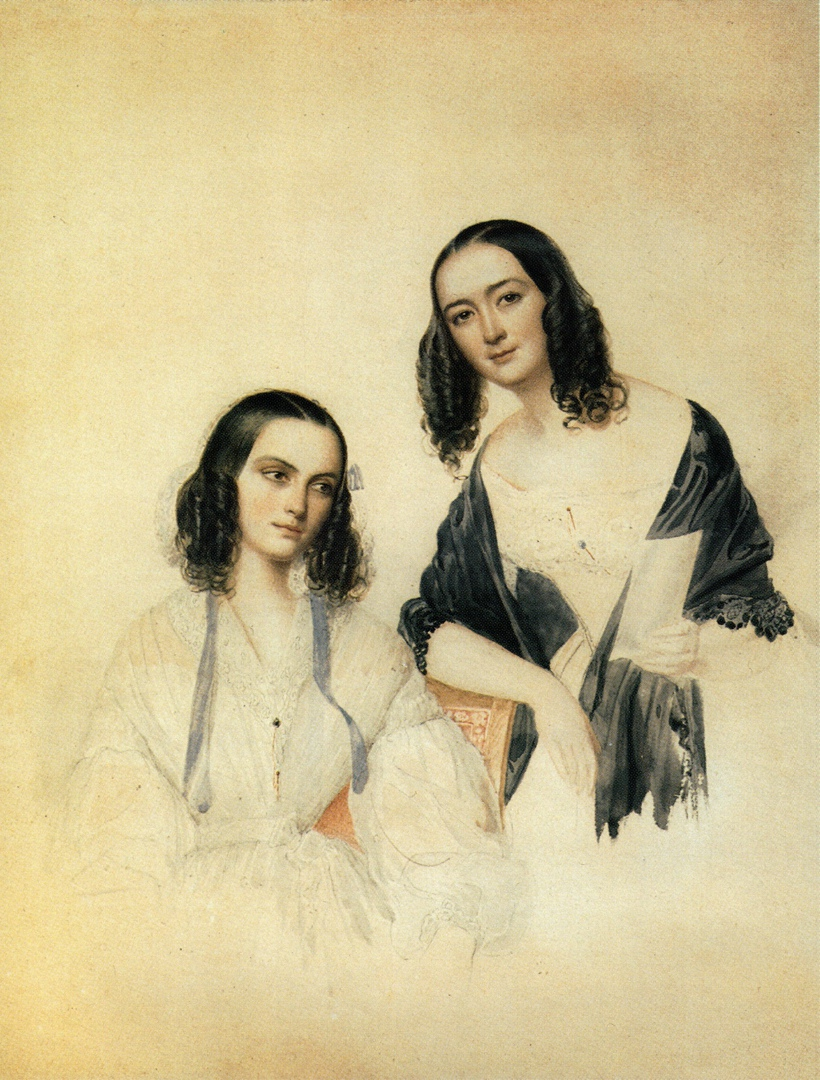
Портрет Аграфены Петровны и Надежды Петровны работы Григория Гагарина, начало 1840-х гг.
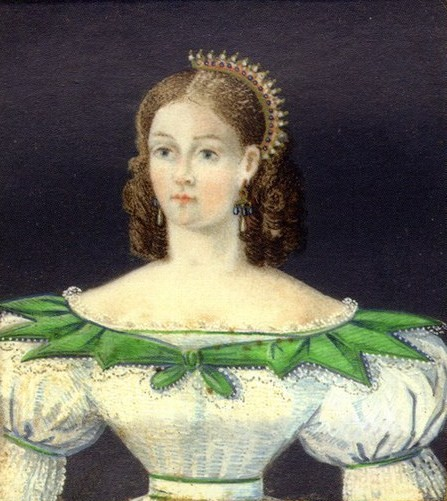
Портрет Эмилии Александровны Клингенберг, 1830-е гг.